# Sibylle Günter

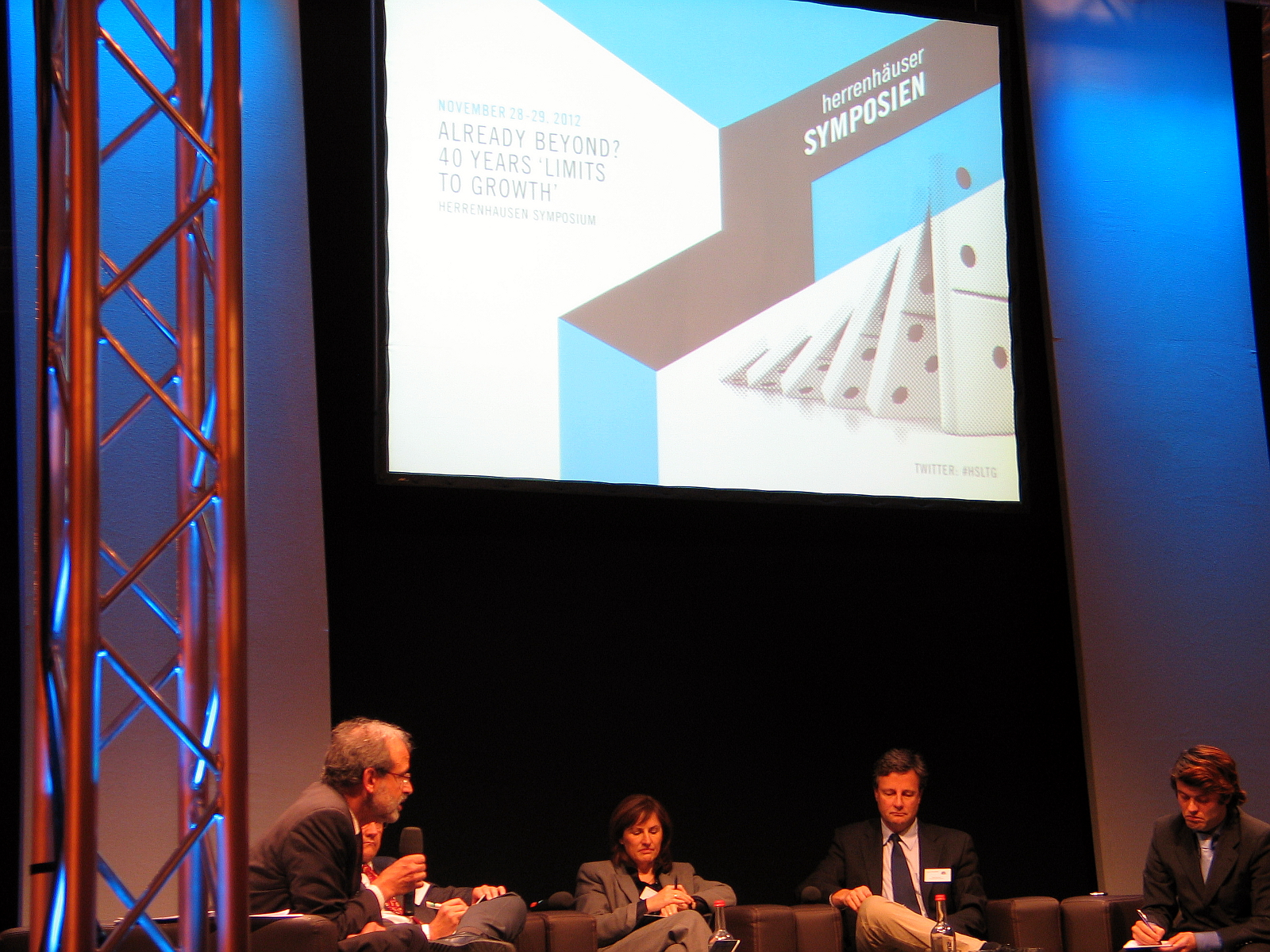
Sibylle Günter (Mitte) 2012 in Hannover-Herrenhausen während einer internationalen Konferenz zu den Grenzen des Wachstums

Sibylle Günter (* 20. April 1964 in Rostock) ist eine deutsche theoretische Physikerin und Hochschullehrerin.

## Leben
Günter schloss ihr Physikstudium an der Universität Rostock 1987 mit dem Diplom ab und promovierte dort 1990 mit einer rechnerischen Untersuchung der Strahlung aus dichten Plasmen. Nach einer Zeit als wissenschaftliche Assistentin habilitierte sie 1996 über Optische Eigenschaften dichter Plasmen und hielt dort bis 2006 Vorlesungen, seit 1998 auf einer C3- und seit 2001 auf einer außerplanmäßigen Professur. Sie wechselte 2006 als Honorarprofessorin an die TU München.
Günter wurde 2000 als bisher jüngste Frau als Direktorin und Wissenschaftliches Mitglied der Max-Planck-Gesellschaft berufen und übernahm in Nachfolge von Karl Lackner die Leitung der Abteilung Tokamakphysik am Max-Planck-Institut für Plasmaphysik (IPP).
2011 wurde sie in Nachfolge von Günther Hasinger Wissenschaftliche Direktorin des IPP. Günter ist wissenschaftliche Direktorin der Kernfusionsforschungsanlage Wendelstein 7-X. Seit 2023 ist Günter Vizepräsidentin der Max-Planck-Gesellschaft.

## Ehrungen und Mitgliedschaften
- 2013: Verdienstkreuz am Bande der Bundesrepublik Deutschland
- 2015: Mitglied der Deutschen Akademie der Technikwissenschaften (acatech)
- 2015: Mitglied der Academia Europaea[3]
- 2017: Bayerischer Verdienstorden[4]
- 2020: Mitglied der Leopoldina[5]